# S-(hidroksimetil)mikotiol dehidrogenaza
-(hidroksimetil)mikotiol dehidrogenaza (EC 1.1.1.306, NAD/factor-zavisna formaldehidna dehidrogenaza, mikotiol-zavisna formaldehidna dehidrogenaza) je enzim sa sistematskim imenom S-(hidroksimetil)mikotiol:NAD+ oksidoreduktaza. Ovaj enzim katalizuje sledeću hemijsku reakciju
-(hidroksimetil)mikotiol + + {\displaystyle \rightleftharpoons } -formilmikotiol + +
Smatra se da se S-hidroksimetilmikotiol spontano formira iz formaldehida i mikotiola. Ovaj enzim oksiduje produkt te spontane reakcije do S-formilmikotiola, u reakciji koja je analogna sa dejstvom EC 1.1.1.284, S-(hidroksimetil)glutation dehidrogenaze.

## Literatura
- Nicholas C. Price; Lewis Stevens (1999). Fundamentals of Enzymology: The Cell and Molecular Biology of Catalytic Proteins (Third изд.). USA: Oxford University Press. ISBN 019850229X.
- Eric J. Toone (2006). Advances in Enzymology and Related Areas of Molecular Biology, Protein Evolution (Volume 75 изд.). Wiley-Interscience. ISBN 0471205036.
- Branden C; Tooze J. Introduction to Protein Structure. New York, NY: Garland Publishing. ISBN 0-8153-2305-0.
- Irwin H. Segel. Enzyme Kinetics: Behavior and Analysis of Rapid Equilibrium and Steady-State Enzyme Systems (Book 44 изд.). Wiley Classics Library. ISBN 0471303097.
- William P. Jencks (1987). Catalysis in Chemistry and Enzymology. Dover Publications. ISBN 0486654605.

## Spoljašnje veze
- S-(hydroxymethyl)mycothiol+dehydrogenase на 